# Thaumastoptera (Thaumastoptera) nilgiriensis
Thaumastoptera (Thaumastoptera) nilgiriensis is een tweevleugelige uit de familie steltmuggen (Limoniidae). De soort komt voor in het Oriëntaals gebied.